# Yavatmal
Yavatmal (en marathi: येभतमल  )  est une ville de l'État indien du Maharashtra.

## Géographie
Sa population est de 138 464 habitants.
Yavatmal est le chef lieu du District d'Yavatmal.